# Heinrich von Brühl
Heinrich von Brühl, od roku 1737 říšský hrabě von Brühl, (13. srpna 1700, Weißenfels – 28. října 1763, Drážďany) byl saský státník, který získal značný vliv nejprve jako tajný rada, pak ministr a konečně první ministr Saského kurfiřtství a Polského království (1746–1763) za vlády Augusta II. Silného († 1733) a za jeho následníka Augusta III. Polského († 1763). Jeho současníci jej často kritizovali za extravagantní životní styl a enormní plýtvání a jeho osobě přisuzovali vinu za ekonomický úpadek Saska. Novější historiografie jej označuje za významného politického protihráče Fridricha II. Velikého v historických událostech, jako byla sedmiletá válka. Oceňován je také jako mecenáš, stavebník a sběratel umění. Jeho jméno dodnes nese Brühlská terasa a Brühlská zahrada v Drážďanech.

## Původ
Heinrich svobodný pán von Brühl se narodil 13. srpna 1700 ve Weißenfelsu. Jeho otcem byl dvorní maršál Hans Moritz von Brühl (1665–1727) a jeho matkou Erdmuthe Sophie von der Heyde (1669–1702). Otec byl ve službách knížete sasko-weißenfelského, významného postavení dosáhli i jeho bratři Hans Moritz (1693–1755), guvernér Bellei (Durynsko), generál kavalerie; Johann Adolph (1695–1742), podkoní a komoří Saského kurfiřtství a Polského království; Friedrich Wilhelm (1699–1760), tajný rada Saského kurfiřtství a Polského království, zemský hejtman v Durynsku.

## Kariéra

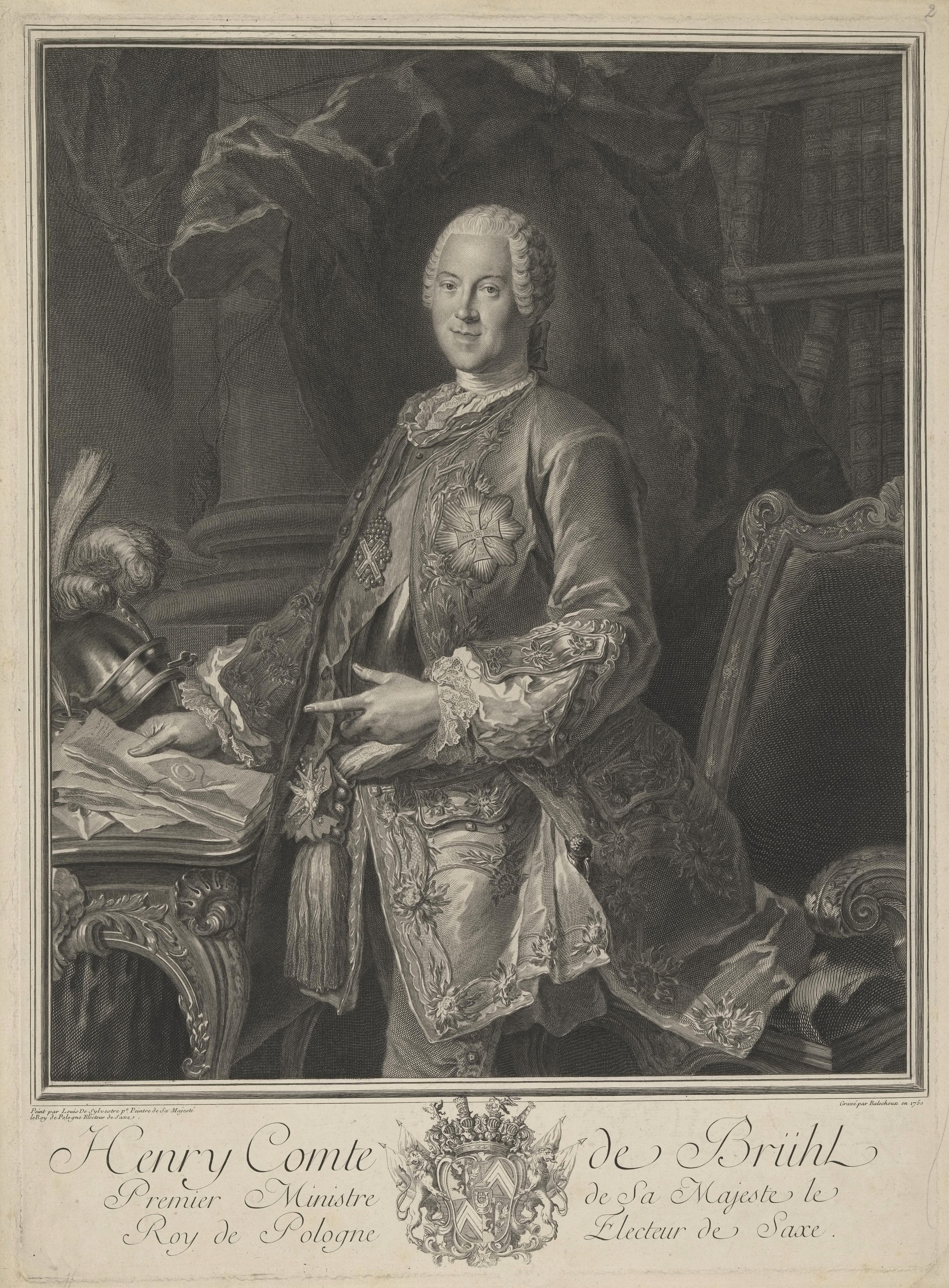
Heinrich von Brühl na mědirytině od Jeana-Josepha Balechou (podle Louise de Silvestra)

Brühl se v roce 1713 stal pážetem kněžny sasko-weißenfelské, roku 1720 na její doporučení stříbrným pážetem Augusta II. Silného. V roce 1727 udělal další důležitý kariérní krok, když byl jmenován kammerjunkerem u drážďanského dvora. Po grandiózní několikaměsíční přehlídce saských vojsk u Mühlbergu v roce 1730 následovalo jmenování na významné pozice jako vrchní výběrčí daní, tajný rada a ředitel ministerstva vnitřních záležitostí. Stal se rovněž členem důležitých řádů, např. vysokého řádu černé orlice. Na nejstarším vyobrazení od Louise de Silvestra je zobrazen s odznakem tohoto řádu. Roku 1732 jmenoval August II. Silný Brühla intendantem královské garderoby a zámků, roku 1731 generálním ředitelem akcízů, roku 1733 vedoucím kamerálií, to jest direktorem státního majetku a hornictví.
Po Augustově smrti 1. února 1733 byl Brühl poctěn uznáním všech hodností následníkem Fridrichem Augustem II., resp. Augustem III. Polským, jehož volbu polským králem prosadil proti Francií podporovanému velkopolskému magnátovi Stanisławu Leszczyńskému, a pojistil ji uzavřením spojenectví s Ruskem na 18 let a obrannou smlouvu s Rakouskem, v níž Sasko – proti vůli své kurfiřtky – uznalo pragmatickou sankci. Zajištění wettinského královského majestátu v Polsku umožnilo Brühlovi po roce 1736 zcela ovládnout svého plachého panovníka, který poté propustil Brühlova rivala polského šlechtice Aleksandera Józefa Sułkowského. Své nové politické postavení dokázal Brühl upevnit sňatkem s Marií Annou Francizskou hraběnkou Kolowrat-Krakowskou (1717–1762), dcerou nejvyššího zemského komořího Čech a pražského místodržícího Norberta Maxe Kolowrata-Krakowského (1658–1721). V roce 1737 byl Brühl se svými bratry povýšen na říšského hraběte. Zatímco v prvních letech vlády Augusta III. sdílel moc s hrabětem Sułkowským, od roku 1738 se stal po králi nejmocnějším mužem v Sasku. Cílem jeho zahraniční politiky bylo zachování saské vlády v Polském království, které chtěl přeměnit na království dědičné. Augustem III. zavedený ministerský systém byl dále stabilizován. Brühl stál fakticky od roku 1738 v jeho čele, od roku 1746 pak i nominálně jako první ministr. Od roku 1738 byl generálním intendantem dvorní opery, od roku 1739 pak vrchním direktorem míšeňské Porcelánové manufaktury. Také z ekonomického hlediska se hraběti dařilo. Nakupoval panství zkrachovalých vlastníků půdy, zhodnotil je přestavbou panských sídel nebo reorganizací a poté je se ziskem prodával. Příkladem toho jsou panství Weidlitz a Pannewitz, které získal v roce 1746 a o tři roky později opět prodal. S podporou krále byl také schopen uzavírat výhodné nájemní smlouvy. Za zmínku stojí zejména královské solné pánve ve Wieliczce, Bochnii a Rothreußenu. Úspěšný byl rovněž ve zpracovatelském průmyslu, kde dostával pomoc od krále v podobě ediktů. Například ve Forstu se vyrábělo plátno, které se používalo na uniformy. V Pförtenu nedaleko Forstu Brühl postavil továrnu na nábytek a manufakturu na malované a potištěné lněné tapety. Výrobky z těchto manufaktur byly použity např. na zámcích Martinskirchen a Altdöbern. Brühl založil v roce 1748 také továrnu na tabák, ale výroba přes královský monopol nesplnila očekávání. U většiny svých podniků dokázal výrazně zvýšit svůj příjem, což byl jediný způsob, jak financovat nákladný životní styl a mecenášství. Krátce po jeho smrti byla nastolena otázka: „Jak je možné, že byl první ministr schopen vydávat tak velkou částku hotovosti [...]?“ Systém Brühl fungoval vzájemnou souhrou ministra a krále, který jej podporoval formou výhodných pachtů a dekretů. Na oplátku hrabě podpořil sasko-polského krále v různých projektech, jako byla demolice starého drážďanského opevnění. Brühl postupně dostal jednotlivé části komplexu jako dárek a rozšířil jej do reprezentativní zahrady, jejíž součástí byl nádherný soubor budov.
Tato éra však netrvala dlouho: účinky tří válek proti Prusku mezi lety 1740–1763 nebyly pro Brühla bez následků. Pruský král Fridrich II. Veliký v něm viděl jednoho ze svých nejodolnějších protivníků. Již v roce 1740 hrabě odmítl alianční nabídky Fridricha II. Velikého proti Rakousku a místo toho hledal záruku budoucího získání Crossenu a Züllichau. Tato dolnolužická a slezská léna Království českého měla poskytnout Sasku přímé pozemní spojení s Polskem a tím i jeho ovládnutí. Rakouské odmítnutí a dohoda s Pruskem v Klein-Schnellendorfu se odrazily v saském spojenectví s Francií a v účasti saských vojsk při obsazení Prahy. Navzdory tomuto pojištění saských nároků na habsburské dědictví odmítl Brühl požadavek svého pána na císařskou korunu. Jeho politické plánování však bylo zmařeno, když Fridrich II. Veliký v roce 1742 v Drážďanech dosáhl proti Brühlově radě vrchního velení nad saským vojskem, a to při postupu na Moravu důkladně zruinoval, takže hraběti nezbyl žádný mocenský prostředek, aby se ubránil proti obětování Saska Fridrichem při Vratislavském míru v roce 1742. Roku 1743 obdržel Brühl od Rakouska obrannou smlouvu proti nebezpečnému obklíčení Pruskem a roku 1744 smluvní garanci Ruska pro Sasko a Polsko. Tyto smlouvy byly v platnosti, když Fridrich v roce 1744 v rozporu s říšským a mezinárodním právem obsadil Sasko a po porážce saských vojsk, která nyní ve druhé slezské válce bojovala s Rakouskem, si v roce 1745 vynutil na Drážďanech mír. To ovšem učinilo vratkým Brühlem roku 1745 uzavřený pakt s Rakouskem, kterým bylo Sasku přislíbeno vytvoření pozemního mostu do Polska. Během obsazení Drážďan pobýval Fridrich demonstrativně v Brühlském paláci, nikoliv ve wettinském zámku. Svému protivníkovi se pomstil systematickým pleněním jeho zámků v Sasku a Lužici, neboť si přál, aby po něm nezbylo nic, ani jeho jméno. Zničen byl Belvedér na Brühlské terase nebo zámky Nischwitz a Pförten. U příležitosti zničení Belvedéru (1759) vydal Brühl sbírku mědirytů této budovy, v níž Fridricha výslovně označil za „nepřítele lidstva“.
Šest měsíců poté, co se dvůr vrátil z Polska do Drážďan, zemřel August III. Polský. Hrabě von Brühl potom rezignoval na všechny své funkce. Pouze o dva týdny později, 28. října 1763 v Drážďanech zemřel i bývalý první ministr Heinrich von Brühl. Pohřben byl v kryptě městského kostela ve Forstu. Ještě před jeho smrtí se následník trůnu Fridrich Kristián (1722–1763) rozhodl vyšetřit jeho chování v úřadu. V té době bylo Sasko ve finančním úpadku a byly učiněny pokusy obvinit z něj Brühla. Podle novější historiografie je ale zjevné, že Brühlova finanční politika se nelišila od ostatních zemí. Na špatný vývoj saských financí měla významný vliv spíše sedmiletá válka. Jedním z opatření, která měla připravit proces proti Brühlovi, bylo zatčení zasvěcených osob, včetně jeho sekretáře Carla Heinricha von Heineckena. Kromě toho byla na ministrův majetek uvalena nucená správa. V únoru 1768 však byl proces překvapivě zrušen. Bylo totiž zjištěno, že všechny pokladní stvrzenky, které prošly Brühlovýma rukama, byly vydány na králův rozkaz. S mnoha královskými dary se také nestalo nic nezákonného, protože král mohl volně nakládat s příjmy země. Princ Xavier (1730–1806) proto řízení zastavil a ujal se vlády jako regent za nezletilého Fridricha Augusta I. Saského (1750–1827), bratra záhy zesnulého Fridricha Kristiána. S potomky Brühla bylo dosaženo mimosoudního vyrovnání, přičemž dědici museli zaplatit více než 600 000 tolarů. Výsledkem bylo, že byly odprodány všechny sbírky a drážďanské majetky a rodina Brühlů se stáhla z kurfiřtského dvora.

## Rodina

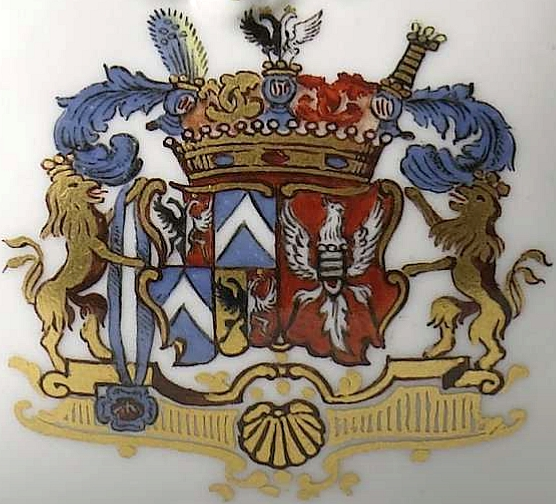
Alianční erb rodů Brühl/Kolowrat-Krakowsky, malba na Labutím servisu z míšeňské porcelánové manufaktury

Hrabě von Brühl byl od 29. dubna 1734 ženatý s Marií Annou Franziskou hraběnkou Kolowrat-Krakowskou (1717–1762). Z nejméně deseti dětí se dospělosti dožilo pět:
- Maria Amalie (1736–1772) ∞ Jerzy August, hrabě von Mniszech
- Alois Friedrich (1739–1793), svobodný pán na Forstu a Pförtenu, ∞ hraběnka Josepha Christiane von Schaffgotsch
- Carl Adolph (1742–1802) ∞ Sophie Gomm, dcera britského královského sekretáře v Petrohradě Williama Gomma
- Albert Christian Heinrich (1743–1792) ∞ hraběnka Laura Maria Walpurgis von Minucci
- Hanns Moritz (1746–1811), pán na Seifersdorfu ∞ Jeanne Marguerite Christine von Schleyerweber

Synové byli původně v saské vojenské službě, ale po smrti otce a během následného sporu se saským státem o Brühlův majetek přišli o státní a vojenské hodnosti v Saském kurfiřtství a v Polském království. Také kvůli značným dluhům byli nuceni hledat placené pozice v zahraničí. Alois Friedrich, hlavní dědic panství Forst-Pförten, byl guvernérem Varšavy a od roku 1758 polským korunním generálem. Po ztrátě všech úřadů po smrti Augusta III. Polského byl znovu najat králem Stanislavem II. Augustem Poniatowským jako dělostřelecký generál. Působil také jako dramatik.
Carl Adolph a Albert Christian Heinrich se stali – ironií dějin – pruskými generály u následníků Fridricha II. Velikého, který kdysi nechal vydrancovat a zpustošit jejich majetek. Nejmladší Hanns Moritz se stal pruským ředitelem dálnic v Kurmarku a Pomořansku. Jeho syn Carl Moritz von Brühl (Hans Moritz II., 1772–1837) byl po mnoho let generálním ředitelem královského divadla Theater-Brühl v Berlíně a od roku 1830 také muzeí. Dcerou Carla Adolfa byla Marie von Brühl, manželka pruského generála Carla von Clausewitze.

## Paláce a zámky

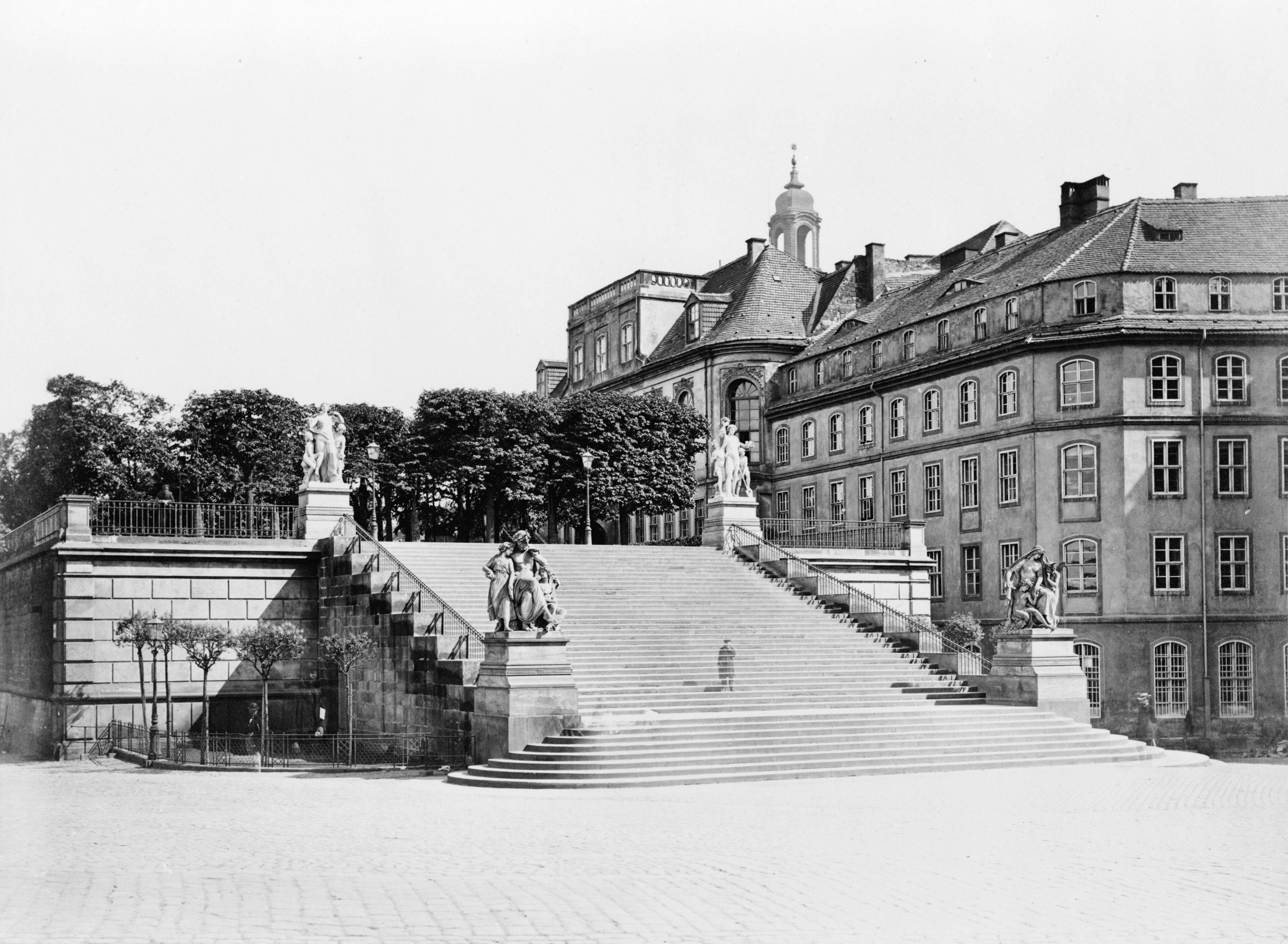
Brühlský palác v Drážďanech
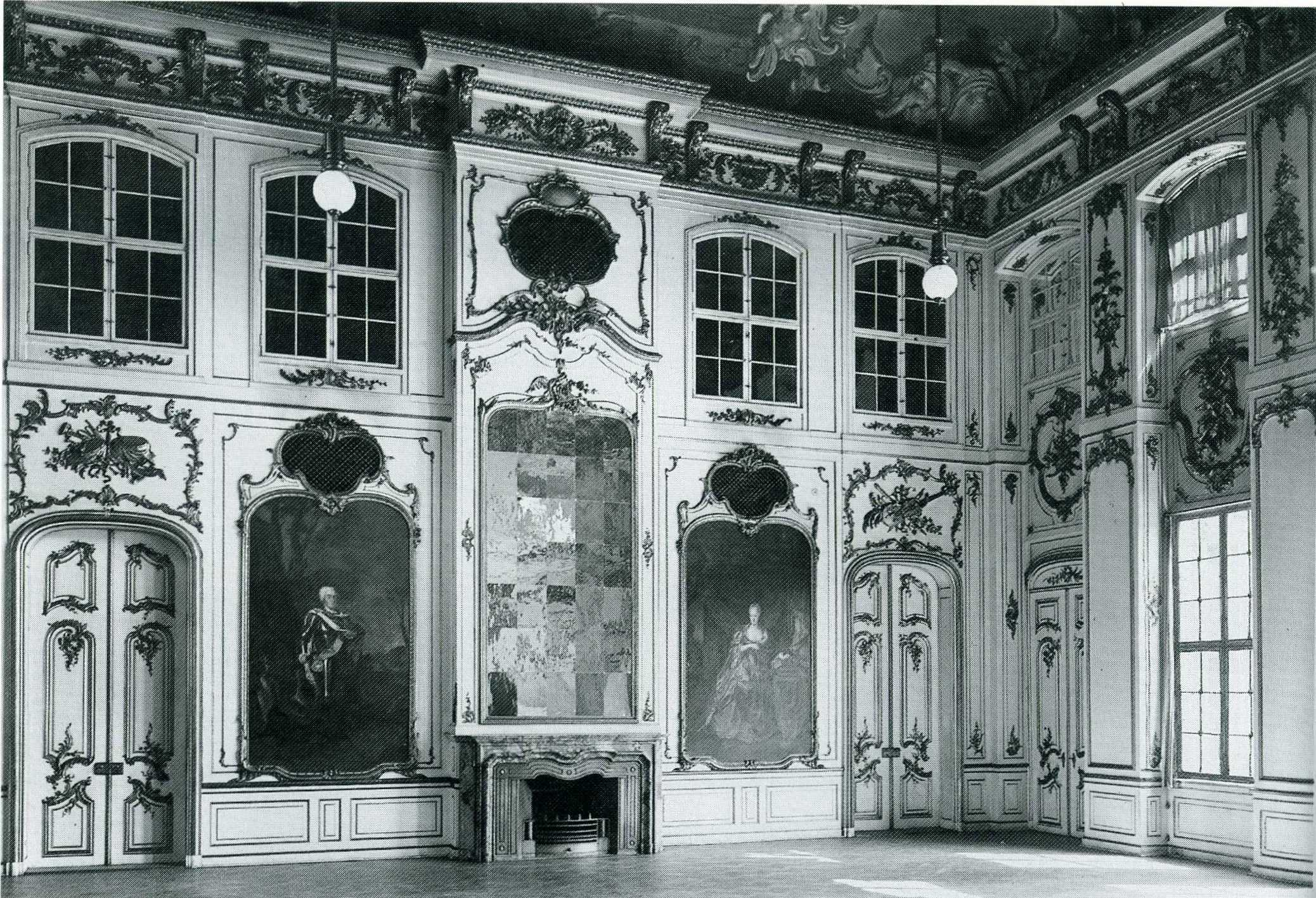
Slavnostní sál v Brühlském paláci
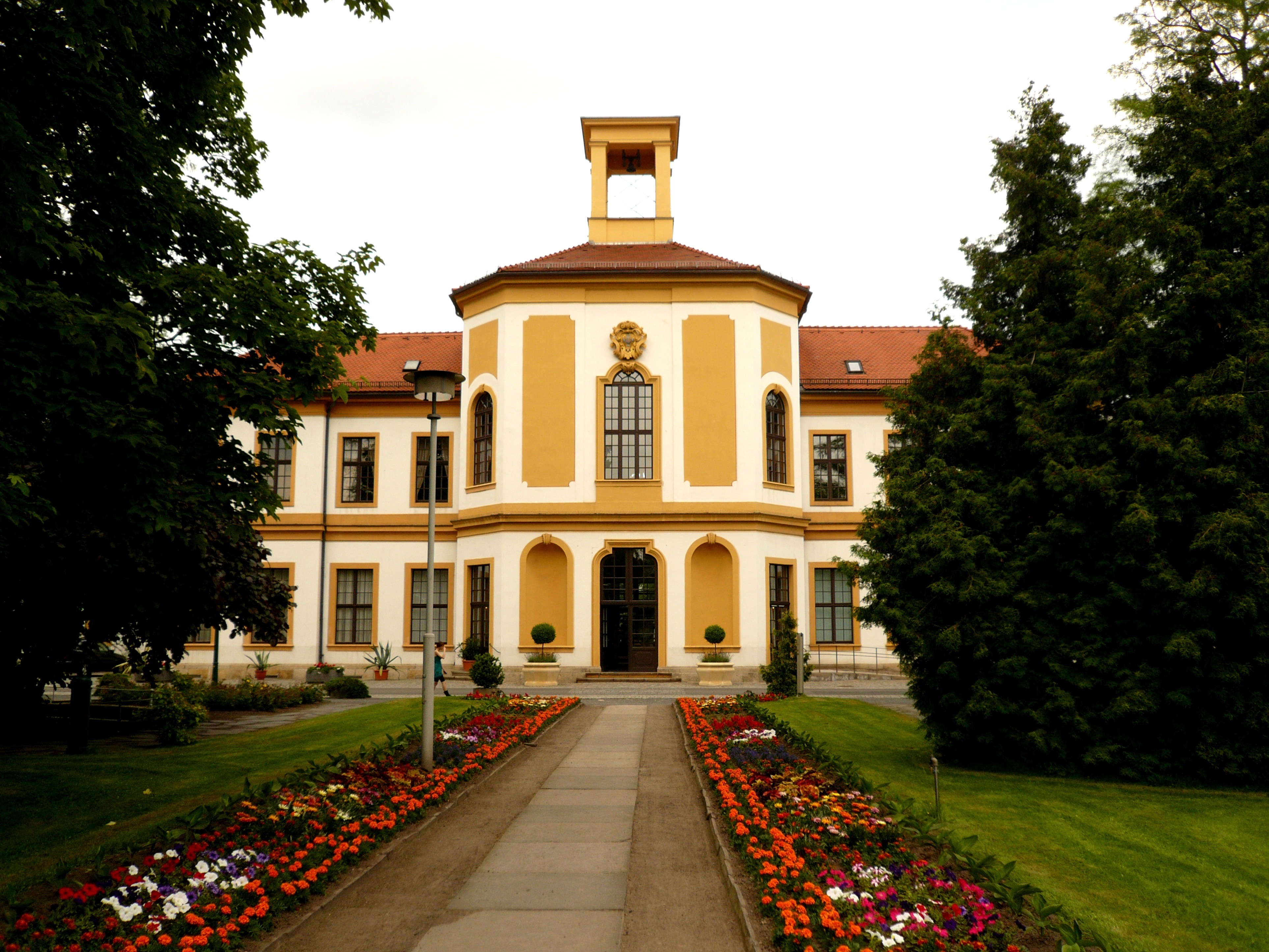
Palác Brühl-Marcolini, Drážďany-Ostra
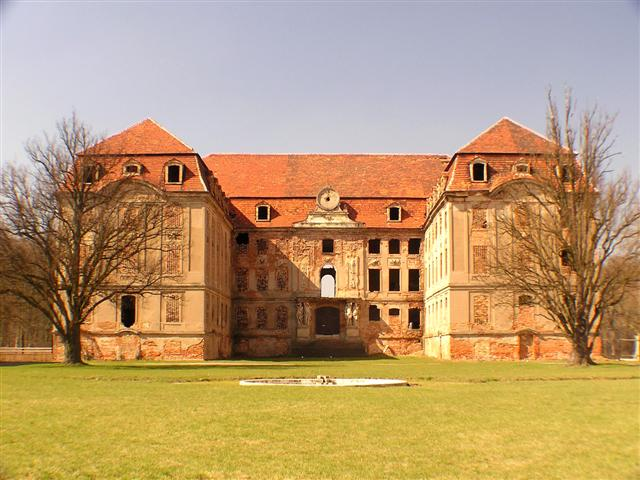
Zámek Pförten (ruina)
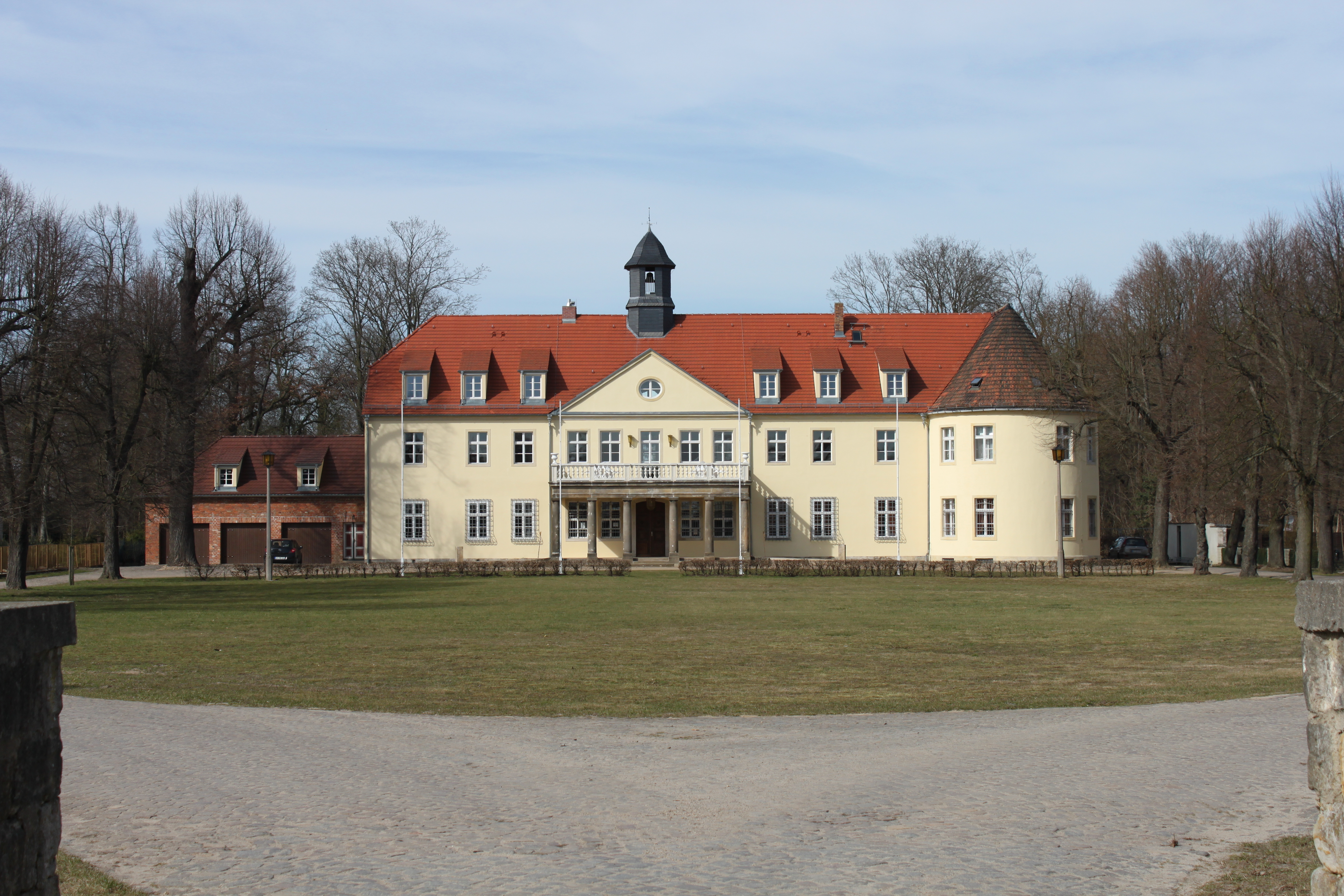
Rytířská usedlost Grochwitz
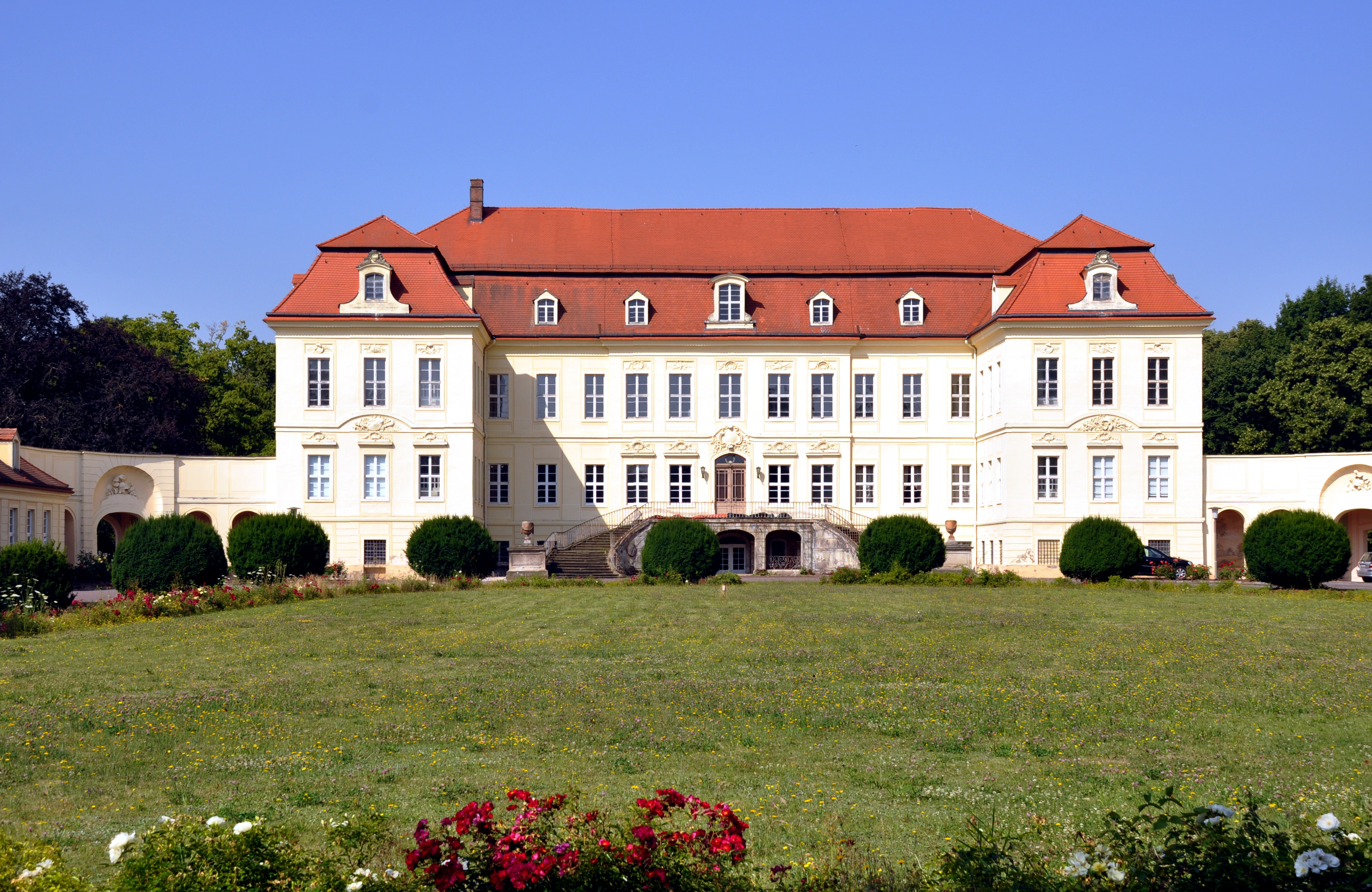
Zámek Nischwitz
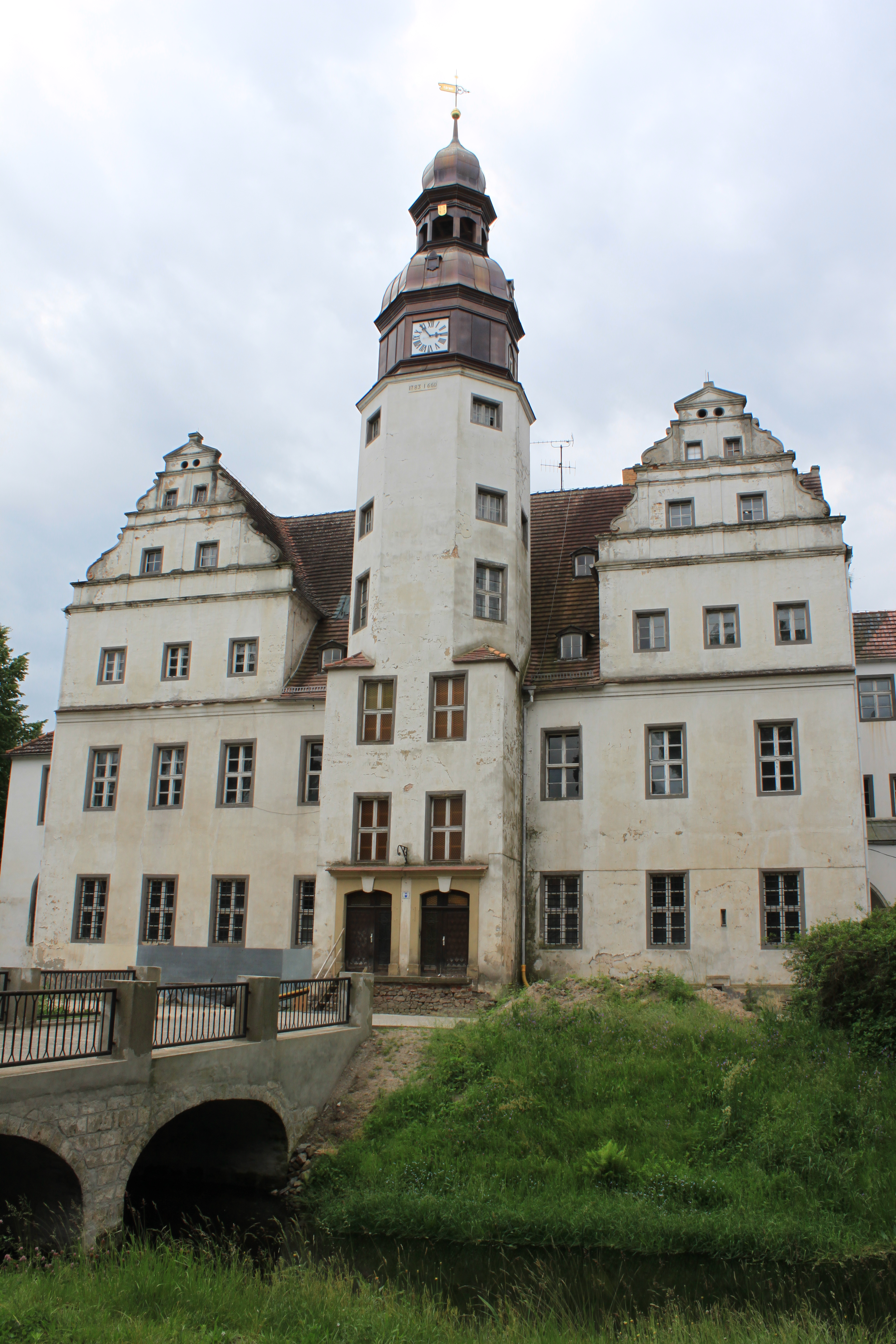
Zámek Lindenau
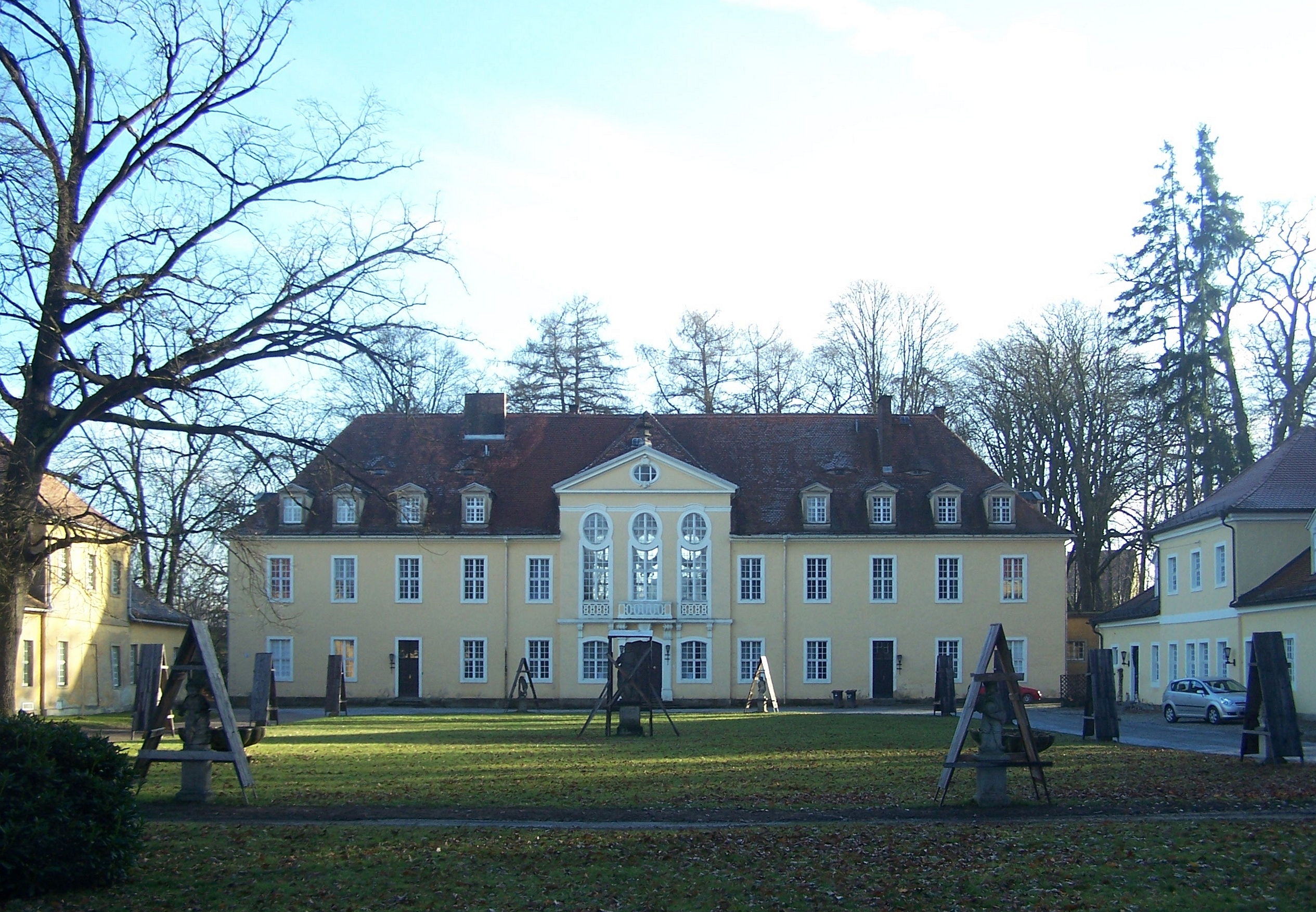
Zámek Oberlichtenau
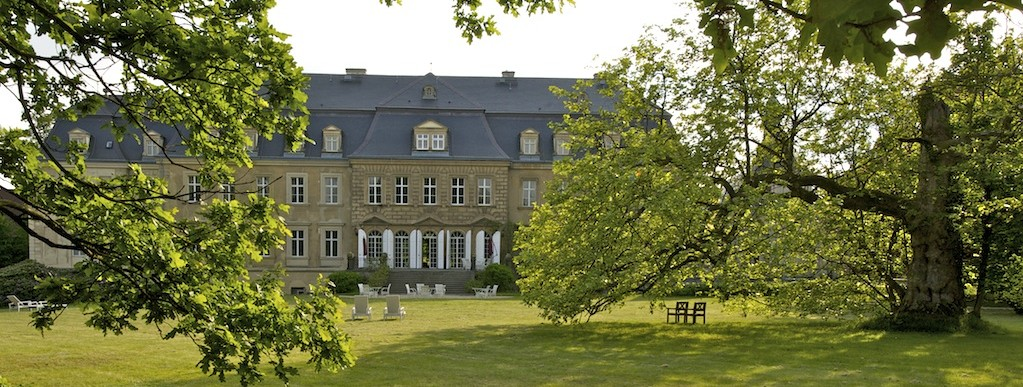
Zámek Gaußig
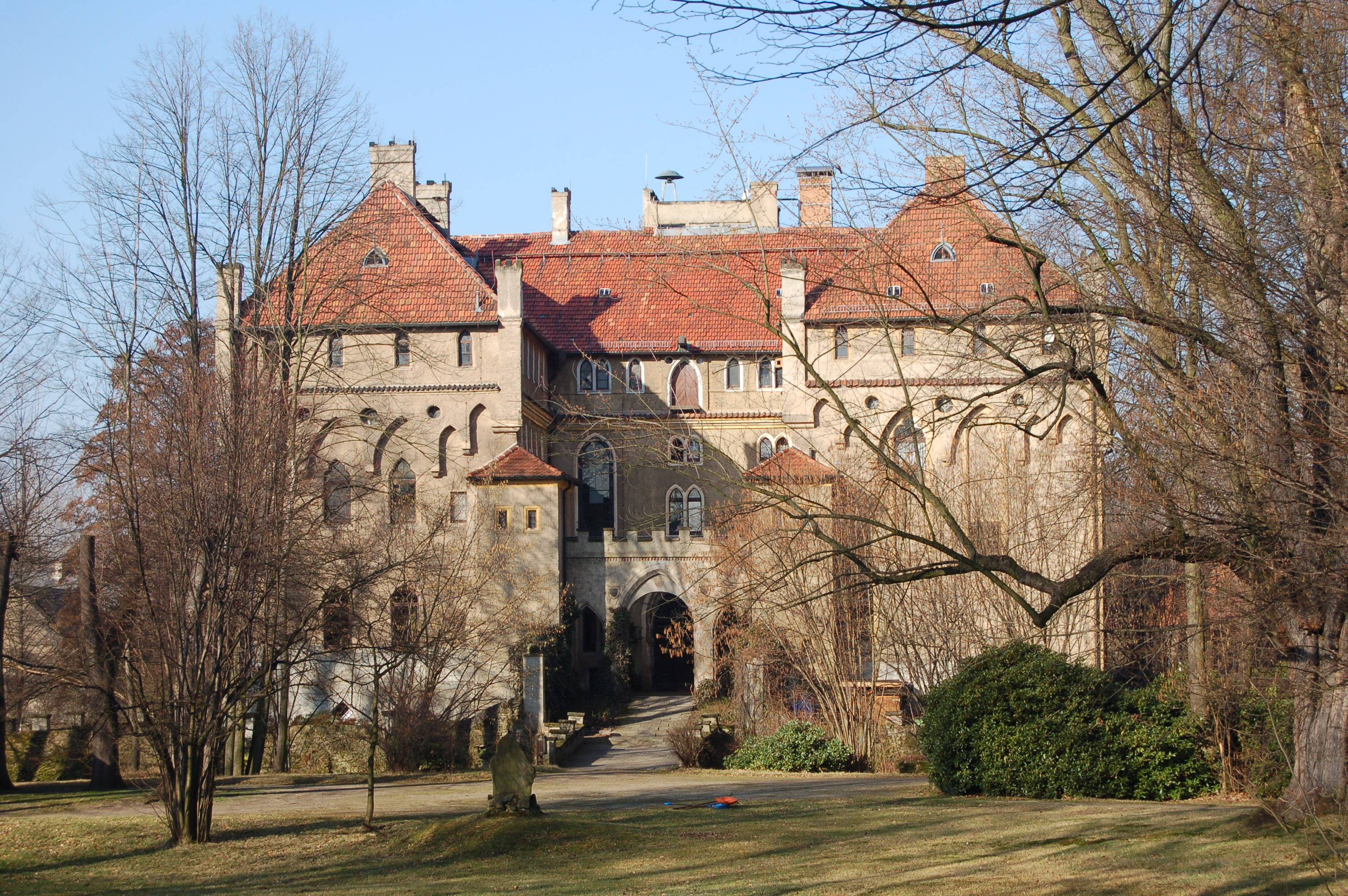
Zámek Seifersdorf
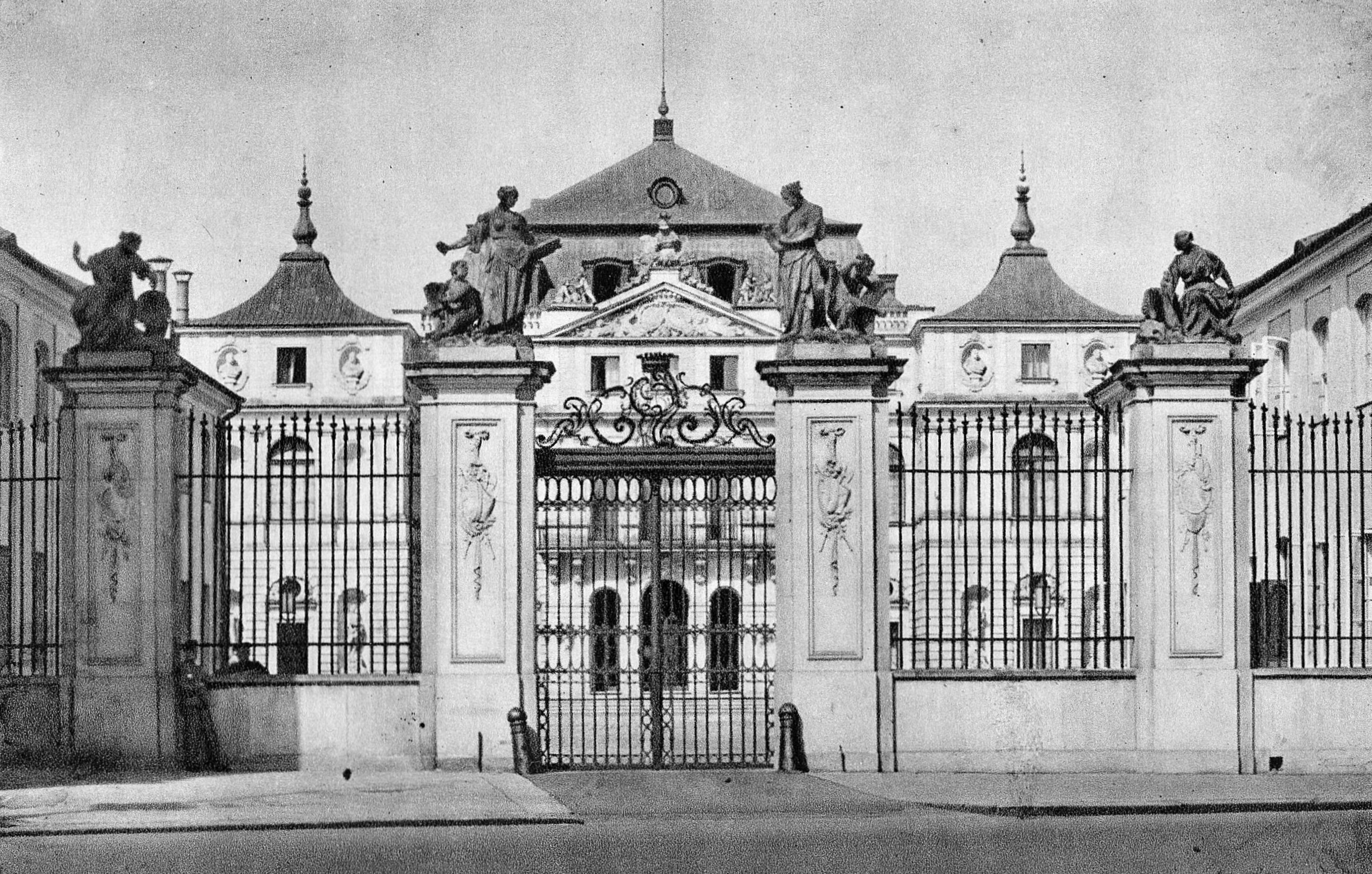
Brühlský palác ve Varšavě
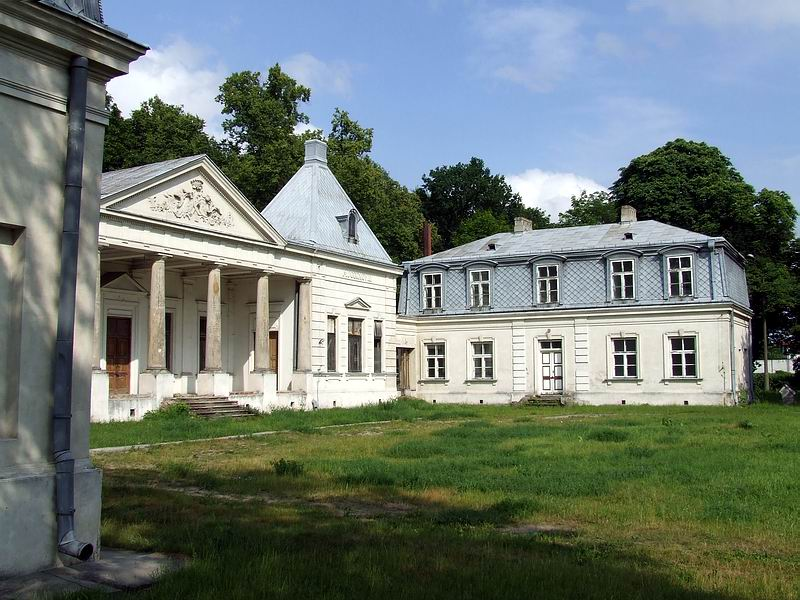
Brühlský palác Młociny
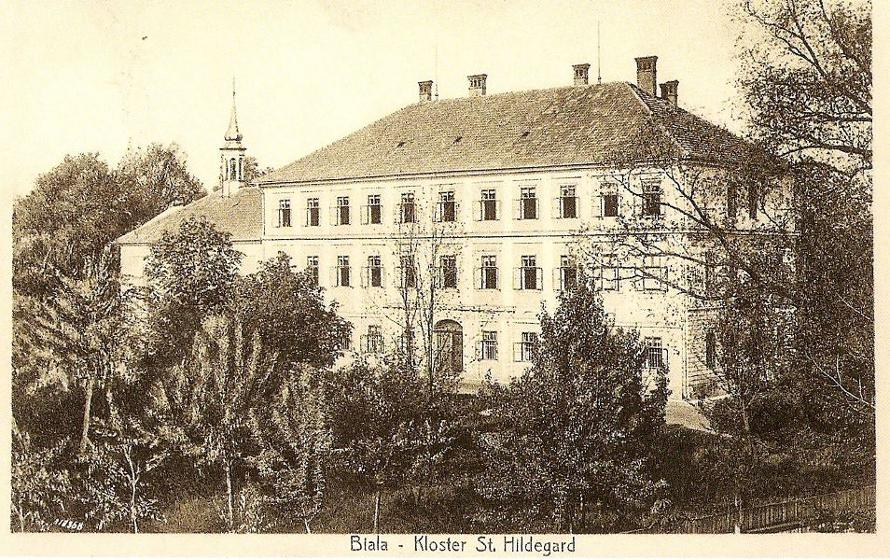
Dvůr v Lipniku

## Brühl jako sběratel umění
Král August III. Polský významně rozšířil obrazovou galerii svého otce, Augusta II., zvláště poté, co nákupy obrazů převzal Brühl. V roce 1742 vlastnila galerie celkem 4708 obrazů. Agilní Brühl pokračoval v navazování kontaktů s knížaty, duchovními, obchodníky s uměním a malíři. Praktické záležitosti svěřil svému osobnímu tajemníkovi Carlu Heinrichu von Heineckenovi. V té době dorazily z Itálie do Drážďan celé kompletní sbírky. Nejvýznamnější akvizice byla získána v roce 1745, kdy dorazilo 100 obrazů ze světově proslulé sbírky vévody Františka III. z Modeny, včetně maleb od Tiziana. V roce 1753 král získal Sixtinskou madonu.
Brühl vybudoval rozsáhlou soukromou uměleckou sbírku po vzoru svého krále. Canaletto musel pro ministra ještě jednou namalovat své obrazy Drážďan a Pirny. Vystaveny byly v sálu dublet. V roce 1769 se Brühlova sbírka dostala do Ermitáže v Petrohradě. Zahrnovala přes 600 obrazů holandských, francouzských, italských a německých umělců.

## Brühlova knihovna
- Catalogus bibliothecae Brvhlianae ...: pars. Historia universalis. Historia antiqua graeca et romana. Antiquitates, Dresdae 1750 Dostupné online
- Catalogus bibliothecae Brvhlianae ...: pars. Historia belgica. Historia Magnae Britanniae et Hiberniae. Historia Helvetiae. Historia Italiae, Dresdae 1754 Dostupné online
- Catalogus Bibliothecae Brvhlianae, Tom 4, Dresdae 1756 Dostupné online

### Beletrie
- KRASZEWSKI, Józef Ignacy. Velký intrikán. Z polského originálu Brühl přeložila Helena Teigová. 1. vyd. Praha: Lidové nakladatelství, 1976. 254 s.

### Film
- Sachsens Glanz und Preußens Gloria, šestidílný televizní film NDR z roku 1983 (režie: Hans-Joachim Kasprzik)